# Funkcja schodkowa

Wykres funkcji entier

Funkcja schodkowa – funkcja, która jest stała na określonych przedziałach. Intuicyjnie, jest to funkcja, której wykres przypomina schodki.

Najbardziej znane funkcje schodkowe:
- Część całkowita (funkcja entier)
- Funkcja signum (funkcja znaku)
- Funkcja skokowa Heaviside'a
- dystrybuanta dyskretnego rozkładu prawdopodobieństwa